# Pomadasys bayanus
Pomadasys bayanus är en fiskart som beskrevs av Jordan och Evermann, 1898. Pomadasys bayanus ingår i släktet Pomadasys och familjen Haemulidae. Inga underarter finns listade i Catalogue of Life.